# Древесно-полимерный композит

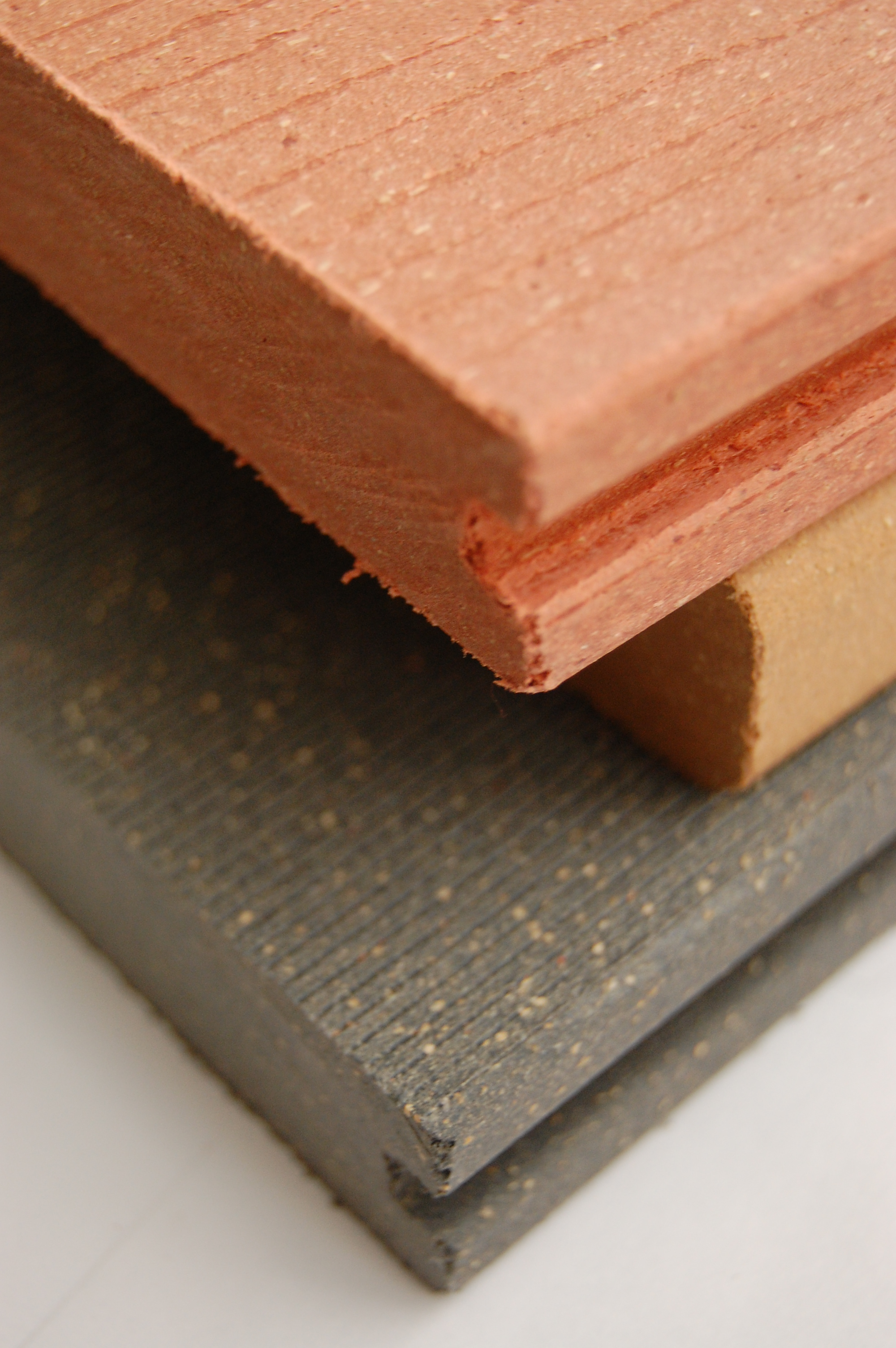
Древесно-полимерные композиты

Древесно-полимерные композиты (ДПК) — это материалы, где древесина смешивается с мономерами, которые затем полимеризуются и смешиваются с древесиной в процессе экструзии для приобретения требуемых свойств.
Обычно из данного материала производятся доски, которые по многим характеристикам не уступают ни обычной деревянной доске, ни керамической плитке.
Термопластичные древесно-полимерные композиты (ДПКТ) — сравнительно новая группа древесно-полимерных композитов. От обычных они отличаются тем, что в качестве полимерного связующего в них используются малогорючие и безопасные полимерные термопласты — поливинилхлорид, полистирол, полиэтилен, полипропилен и др. По причине высокой пластичности ДПКТ иногда называют жидким деревом. Методом экструзии, литьём под давлением, прессованием, ротационным формованием из компаунда ДПКТ получают высококачественные отделочные материалы и изделия: террасные и половые доски, стеновые панели, сайдинг, кровельные изделия, трубы и т. д.

### Состав
Древесно-полимерные композитные материалы имеют в составе три основные компонента:
- частицы измельчённой древесины (встречается жмых семечки и рисовая шелуха для удешевления), содержанием 30-80 % (в зависимости от используемого полимера);
- термопластичный полимер (ПВХ, ПП, ПЭ);
- комплекс специальных химических добавок (модификаторов), улучшающих технологические и другие свойства композиции и получаемой продукции, общим содержанием 0-5 % .

### Соотношение древесная мука/полимер
- Древесная мука > полимер (70/30) (это делается для удешевления). Вследствие такого соотношения декинг приобретает гидрофильные свойства древесных волокон, т.е впитывает влагу и может набухать — имеет влажностное расширение, что уменьшает срок эксплуатации в среднеевропейском климате до 5-7 лет. Также из-за недостатка полимерных связей более хрупкий.[источник не указан 1623 дня]
- Древесная мука <полимер (40/60). При таком соотношении доска теряет эстетические свойства — выглядит и ощущается как обычный пластик, а также может быть скользкой.[источник не указан 1623 дня]
- Древесная мука=полимер (50/50). В данном случае достигается оптимальное соотношение, при котором отсутствуют вышеуказанные недостатки. Такой декинг прослужит долго.[источник не указан 1623 дня]
- Древесная мука+полимерная смола+молотый минеральный камень (45/45/10). ПМК усилен стекловолокном, что обеспечивает исключительную прочность, и содержит высококачественные пигменты и УФ-ингибиторы, благодаря которым настил не скользит и устойчив к износу[1]

### Способы укладки
- Шовный — доска укладывается с промежутком 5-10 мм. Крепится к лаге (направляющей) при помощи кляймера (специального крепления из пластика или металла). Достоинства — простота и скорость монтажа, хороший сток воды. Недостатки — в зазор попадает мусор, через щели прорастают сорняки, может провалиться каблук. За счёт непрямого крепления доска со временем может деформироваться.
- Бесшовный (шип-паз) — общеизвестный способ укладки половой доски с зазором 2-3 мм (для учёта теплового расширения), при котором доска привинчивается напрямую к лаге шурупом через потай (в паз накосую). Такой способ укладки обеспечивает целостность пола, эстетический вид и хорошие прочностные показатели покрытия. Водосток обеспечивается укладкой настила с уклоном 2-3 градуса.

### Преимущества перед обычным деревом
- Не растрескивается и не деформируется, её не выкручивает под воздействием условий окружающей среды, солёной воды или слабых щелочей и кислот (хлорка).
- Полное отсутствие проблем с гнилью и плесенью. В процессе производства древесно-полимерного композита волокна древесины покрываются плёнкой из полимеров, что защищает их от воздействия бактерий и грибков и сохраняет привлекательный вид изделия в течение длительного срока эксплуатации. При этом покрытию не нужны ни лак, ни специальная пропитка, ни другие специальные средства.
- Повышенная механическая прочность (до 550 кг на кв. см), позволяющая устанавливать на неё любые тяжелые предметы. Композитный декинг можно пилить, строгать, в декинг можно вбивать гвозди и заворачивать саморезы.
- Стойкий цвет доски даже при длительном воздействии ультрафиолета обеспечивается качественными красителями при её производстве.
- Доска из древесно-полимерного композита экологична, так как качественные полимеры не выделяют в атмосферу летучие вещества и не имеют неприятного запаха.
- Простота в обработке и монтаже, а также комфорт и безопасность в эксплуатации (ровная рифленая поверхность исключает такие неприятности, как скольжение и занозы).
- Пожаробезопасность — материал не поддерживает горение.

Изделия из ДПК отличаются высокой атмосферной, механической и химической устойчивостью, влаго- и водостойкостью, не подвержены короблению и растрескиванию. Хорошо держат металлический крепёж и не вызывают его коррозии.
Благодаря своим уникальным свойствам ДПК-доска (декинг) широко применяется как для отделки помещений с повышенной влажностью, таких как ванные комнаты, сауны, бани, так и для наружных работ — из неё изготавливают террасы, причалы и т. д.
Первые промышленные производства ДПКТ были созданы в начале 1990-х годов в США. Несколько предприятий по производству ДПКТ появились в 2007—2008 гг. и в России.